# Tzitzimitl

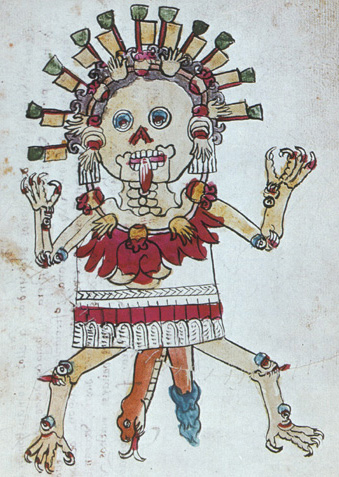
Tzitzimitl im Codex Magliabechiano

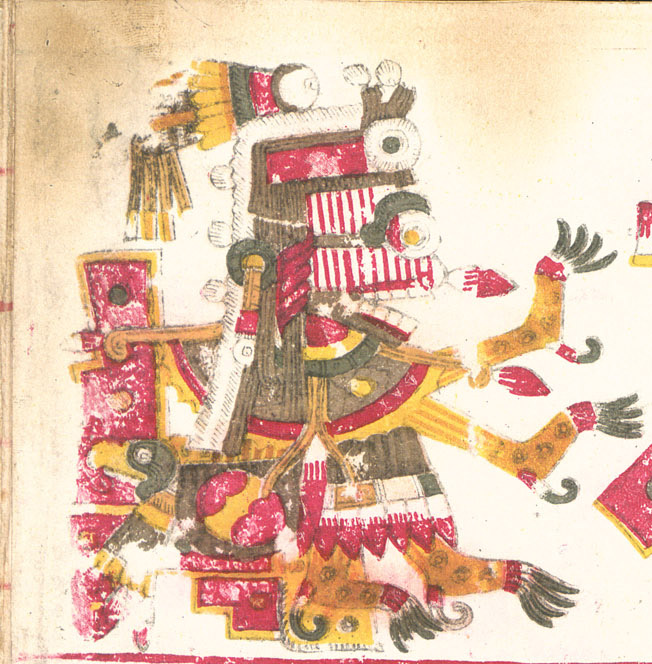
Itzpapalotl, eine hochrangige Tzitzimitl
Codex Borgia

Tzitzimitl (Plural tzitzimime, Nahuatl: Betagte Großmutter) nannte man in der aztekischen Mythologie eine weibliche Gottheit, die man den Sternen zuordnete. Tzitzimime galten als von oben herabsteigende Ungeheuer.

## Aussehen
Tzitzimime wurden meist als weibliche Skelette dargestellt, angetan mit Röcken, Totenschädeln und Knochen. Obwohl sie eindeutig weiblich waren, zeigen manche Bilder sie mit einem Phallus in Form einer Schlange. Zuweilen tragen sie Ketten aus Menschenherzen oder Ohrringe in Form einer menschlichen Hand. Andernorts sind sie als Spinnen dargestellt. 

## Mythologische Bedeutungen
In der aztekischen Mythologie war die Rolle der Tzitzimime widersprüchlich. Wegen der feindseligen Aspekte, die ihnen zugeordnet waren, wurden sie in christlich geprägten Beschreibungen nach der Conquista oft als Dämonen oder gar Teufel bezeichnet. Das verkürzt jedoch die Bedeutung, die sie im aztekischen Pantheon hatten. Tatsächlich waren die Tzitzimime Göttinnen, die mit Reproduktion und Fruchtbarkeit zu tun hatten und folglich vor allem von Hebammen und gebärenden Frauen angerufen wurden. Thematisch waren sie daher mit anderen weiblichen Gottheiten assoziiert, zum Beispiel mit Cihuateteo, Coatlicue und Citlalicue, aber auch mit Itzpapalotl, einer mächtigen Kriegerin, die zuweilen als Anführerin der Tzitzimime angesehen wurde.
Abgesehen von ihren Aufgaben im Rahmen der Reproduktion galten die Tzitzimime als gefährlich. Bei Sonnenfinsternissen glaubte man in den Sternen, die man dann die verdunkelte Sonne umringen sah, Tzitzimime zu sehen, die die Sonne angriffen, um zu verhindern, dass sie wieder scheinen konnte. Man glaubt auch, dass die Tzitzimime Sonnenfinsternisse nutzten, um auf die Erde herabzusteigen und Menschen zu verschlingen. Auch während des Nemontemi, einer fünftägigen Periode im aztekischen Kalender, die als Phase des Unglücks angesehen wurde, fürchtete man die Tzitzimime. Generell nahm man an, dass sie die Erde zerstören wollten und die Sonne daher bei jedem Sonnenaufgang und jedem Sonnenuntergang bekämpften.

## Tzitzimitl und der Pulque
Die Histoyre du Mechique enthält eine mythische Deutung der Herkunft des Pulque: Nach der Erschaffung der Menschheit nämlich, beschlossen die Götter, den Menschen etwas zu geben, was sie zum Tanzen bringt. Dazu weckte Quetzalcoatl die liebliche Göttin Mayahuel und überredete sie mit ihm auf die Erde zu kommen. Dort vereinigten sich beide zu einem gegabelten Baum. Die boshafte Großmutter Mayahuels aber, eine Tzitzimitl, mobilisierte die übrigen Tzitzimime, um die abtrünnige Mayahuel zu finden. Diese stürzten sich auf den Baum herunter, der unter ihrem Ansturm auseinanderbrach. Die Großmutter Mayahuels entdeckte sie darauf in einem der Äste, zerriss sie in tausend Stücke und verfütterte sie an die übrigen Tzitzimime. Nachdem die finsteren Sternengöttinnen wieder im Himmel waren, vergrub Quetzalcoatl Mayahuels Knochen in der Erde. Überall, wo er ein Stück vergrub, wuchs später eine Agave, der Grundstoff, aus dem Pulque (Nahuatl: ixtac octli) gewonnen wird.

## Belege
1. ↑  George C. Vaillant: Die Azteken, Seite 184
2. ↑  Cecelia F. Klein: The Devil and the Skirt, Seiten 17–62
3. ↑  Bernardino de Sahagún: Transkription des Náhuatl-Textes, Seite 153
4. 1 2  Karl Taube: Aztekische und Maya-Mythen, Seite 68